# Boeing CQM-121 Pave Tiger
El Boeing CQM-121 Pave Tiger fue un vehículo aéreo no tripulado desarrollado por Boeing, para ser usado por la Fuerza Aérea de los Estados Unidos. Destinado a la tarea de Supresión de Defensas Aéreas Enemigas (SEAD), el dron alcanzó la etapa de pruebas de vuelo antes de ser cancelado.

## Diseño y desarrollo
El programa CQM-121 comenzó en 1983, otorgándosele a Boeing un contrato para el desarrollo de un pequeño avión no tripulado que estaba destinado a la supresión de defensas aéreas enemigas. El resultante YCQM-121A, al que se le dio el nombre en código "Pave Tiger", era un avión sin cola propulsado por un motor de dos tiempos. Los drones debían montarse en contenedores con 15 aparatos en sus correspondientes celdas, con las alas plegadas; los lados del contenedor se abrirían para permitir el lanzamiento desde un raíl, usando un acelerador cohete de combustible sólido. Entonces el avión seguiría una ruta preprogramada, y podría usar contramedidas electrónicas para suprimir sistemas de defensa aérea, o usar una pequeña cabeza de guerra para destruirlos directamente.

## Variantes
YCQM-121A Pave Tiger
Variante original de perturbación radar, 13 construidos.
YCGM-121B Seek Spinner
Variante merodeadora de misil contra radar.
YCEM-138A Pave Cricket
Versión de contramedidas electrónicas del YCGM-121B.

## Operadores
Estados Unidos
- Fuerza Aérea de los Estados Unidos.

## Historia operacional
Las pruebas de vuelo de los 13 YCQM-121A comenzaron en 1983, aunque el año siguiente el proyecto fue finalizado. Sin embargo, el avión fue resucitado en 1987 como una alternativa al misil contra radar AGM-136 Tacit Rainbow; la versión contra radar, designada YCGM-121B y con nombre en clave "Seek Spinner", voló por primera vez en 1988. Estaba equipado con una cabeza de guerra para la destrucción de radares enemigos, y podría deambular mientras esperaba la detección de un equipo radar enemigo. El programa fue finalizado en 1989.
También en 1987, la Fuerza Aérea estadounidense ordenó una versión de contramedidas electrónicas del avión, dándole la designación YCEM-138A Pave Cricket. Equipado con un perturbador AN/ALQ-176, el programa también fue cancelado en 1989.

## Especificaciones (YCQM-121A)
Referencia datos: Parsch 2002

### Características generales
- Tripulación: Ninguna (UAV).
- Longitud: 2,1 m
- Envergadura: 2,56 m
- Altura: 0,61 m
- Peso cargado: 127,01 kg sin acelerador
- Planta motriz: motor de dos tiempos de 438 cc Cuyuna Eagle.
  - Potencia: 20,88 kW (28 hp) cada uno.
- Acelerador cohete sólido.

### Rendimiento
- Velocidad nunca excedida (Vne): 321,87 km/h
- Velocidad crucero (Vc): 144,84 km/h
- Alcance: 804,67 km (8 h)
- Techo de vuelo: 3048 m (10000 pies)

### Armamento
- Otros: * Cabeza de guerra opcional.

### Secuencias de designación
- Secuencia M- (Misiles y drones estadounidenses (1962-actualidad)): ← LGM-118 - AGM-119 - AIM-120 - CQM-121/CGM-121 - AGM-122 - AGM-123 - AGM-124 --- ASM-135 - AGM-136 - AGM-137 - CEM-138 - RUM-139 - MGM-140 - ADM-141 →